# Фестиваль собачого м'яса
Фестиваль собачого м'яса — проходить щорічно у місті Юйлінь в провінції Гуансі на південному заході Китаю з 21 по 30 червня і символізує святкування навколо літнього сонцестояння. На початку своєї історії цей фестиваль був санкціонований та офіційно підтримувався владою Китаю, але після хвилі критики від своєї спільноти захід під офіційною назвою «Фестиваль собачого м'яса в Юйлінь» (кит. трад.: 玉林荔枝狗肉节) втратив сприяння з боку представників влади. Опісля влада Китаю відповідаючи на закиди про жорстоко поводження з тваринами відповіла, що за допомогою такого фестивалю мали на меті стимулювати розвиток місцевої економіки. Це викликало хвилю обурення не тільки за кордоном, а й всередині країни. Діяльність такої організації, як Animals Asia Foundation змусила владу Китаю припинити підтримку фестивалю собачого м'яса, що і трапилося у 2014 році. Хоча захід і втратив статус офіційного фестивалю місцеві жителі все ж продовжують збиратись та вбивати собак для кулінарних цілей. Фестиваль засуджують захисники тварин, чимало жителів Китаю та іноземців. За підрахунками зоозахистних організацій та активістів на фестивалі собачого м'яса кожного року вбивають від 10 до 15 тисяч тварин, у 2019 році їх було вбито не менше 10 000.

## Опис
Історично собаки використовуються як домашні охоронці та в мисливських цілях на території сучасного Китаю принаймні сім тисячоліть. Дослідники вважають, що в минулому випадки поїдання собачого м'яса були викликані випадками неврожаю, а не гастрономічними вподобаннями населення. Після поширення та підйому буддизму в Х столітті собаче м'ясо не сприймалося в Китаї, як необхідна їжа, оскільки буддистські приписи забороняють шкодити тваринам. Крім того, культурні переконання етнічних меншин, таких як маньчжури та тибетці, також вважають споживання собак приголомшливим і варварським актом. Проведене на опубліковане опитування китайською компанією Xinhua показало, що 64 % респондентів у віці від 16 до 50 років підтримали постійну заборону фестивалю, тоді як майже 70 % заявили, що ніколи не вживали собачого м'яса. Міська влада Юліна відсторонилася від фестивалю. Очільники міста уточнили, що фестиваль не є офіційним або встановленим святом; швидше, фестиваль — це неофіційна подія, яку проводить невеликий підрозділ жителів міста. У заяві підкреслюється, що «уряд Юліна поважає занепокоєння певних мешканців та організацій щодо фестивалю», і виступає за " культуру здорового харчування ", а також «турботу про охорону тварин та їх захист». Найбільше випадків вживання м'яса собак і котів в Китаї протягом багатьох років зафіксовано в провінціях Гуаньдун, Гуансі, Ґуйчжоу та на північному сході країни. Дослідження Animals Asia Foundation в 2015 році щодо споживання м'яса собак та котів у Китаї виявило, що в у інших регіонах, окрім зазначених вище, 20 % респондентів заявили, що їли собак у попередні два роки, а 1,7 % їли котів. Переважна більшість тих, хто це практикує сказали, що вдаються до такого поїдання лише один — два рази на рік.

### Фестиваль
За ніч до фестивалю місцева поліція прямує в усі готелі в окрузі та перевіряє всіх іноземців і репортерів ЗМІ. Після швидкої перевірки повноважень та візової інформації вони повідомляють усіх відвідувачів, що до них буде приставлений працівник поліції, одягнений у цивільний одяг, який буде слідувати за ними весь час. Крім контролю додатковою причиною є агресивний настрій мешканців Юйліня. На думку місцевих жителів, журналісти не лише критикують фестиваль, але й соромлять місто та його людей. Фестиваль собачого м'яса більше не має жодних церемоній відкриття, традиційної музики чи декорацій. Під цією назвою заведено розуміти відрізок часу, коли кількість забою собак, котів, опосумів, єнотів та їжатців збільшується в багато разів, що викликане традицією вживати їх у їжу до дня літнього сонцестояння.

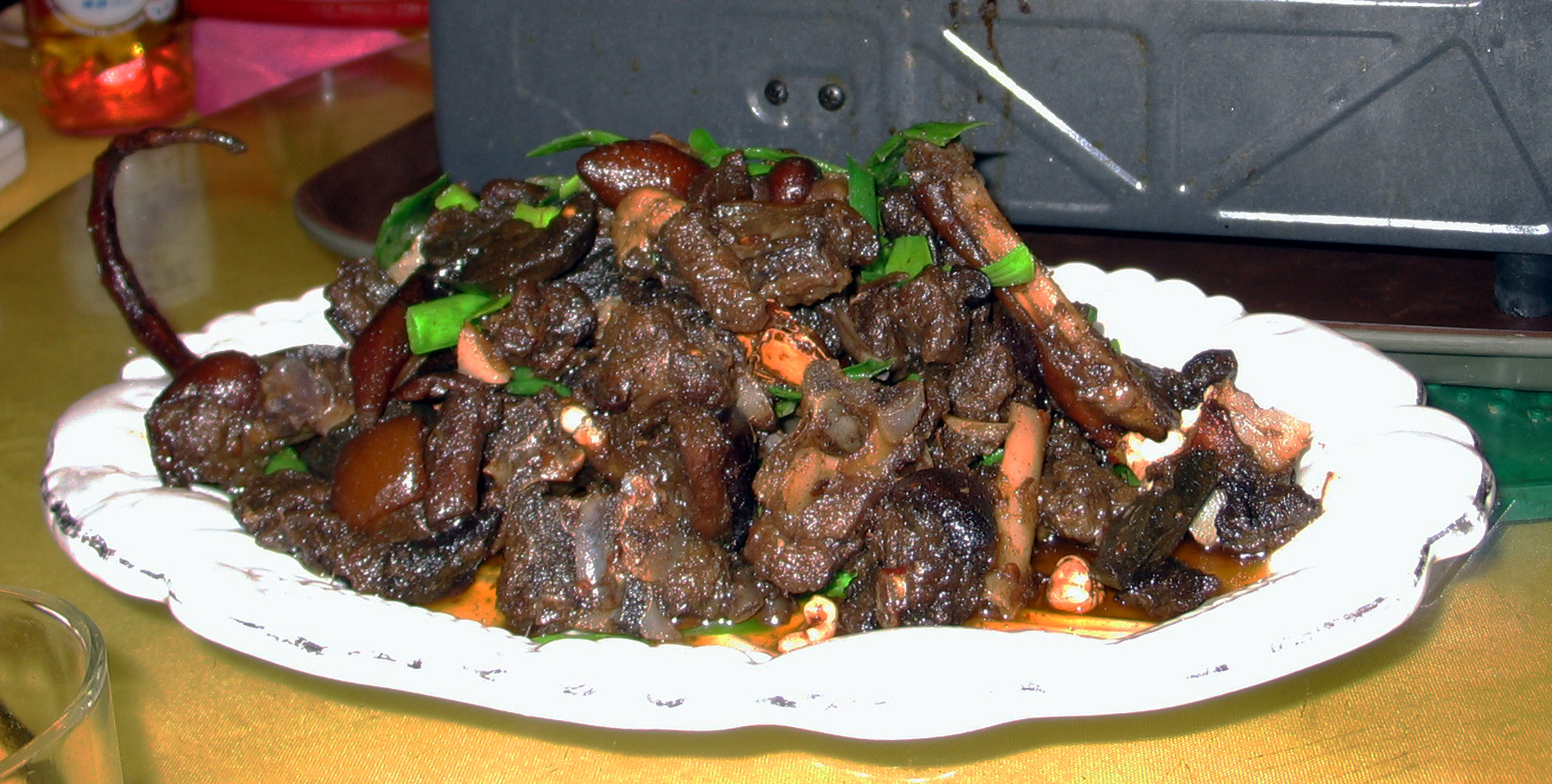
Традиційна китайська страва з собачого м'яса

Зазвичай забій тварин проходить наступним чином: тварину витягують з клітки за допомогою металевих палиць з петлею для накидування навколо шиї. Потім їх б'ють до смерті або роблять розріз навколо шиї щоб випустити всю кров. Деякі тварини піддаються повішенню або вбиваються за допомогою електроструму. Ці вбивства проходять безпосередньо перед іншими тваринами, що залишаються в клітках. Вони змушені спостерігати за тим, як інші гинуть одна за одною.

### Розслідування Animals Asia
Чотирирічне розслідування галузі м'ясопродуктів собак що провели представники Animals Asia виявило, не існує жодних достатніх доказів існування в Китаї масштабних заводів для розведення собак та котів для кулінарних цілей. Цей факт підтверджує давні здогадки, що переважна більшість тварин насправді є бродячими або були викрадені у господарів. Розслідування є вичерпним і охопило дослідження 15 міст у восьми провінціях на північному сході, півдні та в центральному Китаї, де вживання м'яса собак є найбільш поширеним. На відомих та відкритих для відвідування фермах по розведенню собак було виявлено, що масштаби виробництва є дуже мізерними і в реальності не можуть задовольнити попит. Згідно з повідомленнями ЗМІ в Китаї щорічно забивають до 10 мільйонів собак, проте жодна ферма, яку відвідували представники Animals Asia під час розслідування, не здатна надати для забою навіть декілька сотень собак. Засновник та генеральний директор Animals Asia Джилл Робінсон наголошує, що понад 100 фермерських собак, які можна знайти в Інтернеті призвані справляти враження гуманної та процвітаючої галузі, але в реальності жодна з цих ферм не мала у своєму розпорядженні більше ніж 30 дорослих собак. У свою чергу цей факт ще раз вказує на те, що м'ясо для фестивалю та в цілому для вживання в їжу дістається шляхом відлову бродячих тварин, викрадення у господарів та контрабанди. В Цзясян, що вважається одним з найактивніших районів у галузі собаківництва, слідчі виявили лише незначні докази промислового розведення собак для споживання. У 2014 році керівник медичної клініки Китайського сільськогосподарського університетув Пекіні Ся Чжаофей (Xia Zhaofei) звітував, що китайські технології відтепер дозволяють розвивати собаківництво в промислових масштабах, але все ж цей процес потребує значних фінансових вкладень та застосування передових технологій. М'ясо собак, вирощених на таких фермах мало б коштувати близько 100 юанів за 0,5 кг. В цей час було зафіксовано, що в період з 2011 по 2014 рік ціна собачого м'яса коливалася між 6,5 та 23 юанями за 0,5 кг. Навесні 2013 року Animals Asia розпочала нове дослідження яке охопило мешканців, що проживають у сільській місцевості та великих китайських міст. Всього було зібрано 1468 відповідей із 771 села та 28 провінцій, а також автономних префектурах та муніципалітетах. Майже 70 % респондентів із сіл заявили, що втратили своїх собак через викрадення, а 75,9 % з усіх опитуваних вважали, що тварини були вкрадені для гастрономічних цілей. Подальше розслідування підтвердило взаємозв'язок між зникненням собак та сплеском сезонного попиту на м'ясо собак 73,6 % випадків. Чотирирічне розслідування Animals Asia виявило ланцюг постачання та реалізації м'яса тварин, що охоплювало понад 110 торгових мереж, 66 ресторанів та продовольчих кіосків, 21 фермерський ринок, 12 забійників собак, вісім ферм для розведення собак, вісім компаній, що займаються заготівлею собачого м'яса, чотири пункти збору собак та три великих гуртових ринки живих тварин.

## Реакція уряду Китаю та мешканців
З офіційної точки зору китайської влади «фестиваль собачого м'яса» офіційно не існує і саме тому не може бути забороненим. Традиційне споживання собачого м'яса на території Китаю не визнається незаконним і саме тому органи влади не можуть втручатися. Тваринні господарства Азії припускають, що увага навколо тварин є ніщо інше, як протидія індустрії м'яса собак та котів.
Міська влада Юйліня відсторонилася від фестивалю у своїй заяві. Очільники підкреслили, що фестиваль не є офіційним або встановленим святом, а, швидше за все, фестиваль — це неофіційна подія, яку проводить невелика кількість жителів міста. У заяві підкреслюється, що «уряд Юліна поважає занепокоєння певних мешканців та організацій щодо фестивалю» і виступає за " культуру здорового харчування ", а також «турботу про охорону тварин та їх захист»
Під час опитування населення мешканець Юйліня Ван Юе (Wang Yue) заявив кореспондентам Reuters: «Так званий фестиваль собачого м'яса в Юйліні — це лише наш популярний звичай. Самі народні звичаї не можуть бути правильними чи неправильними. Ті сцени кривавого забою собак, які ви бачите в Інтернеті нічого не значать, оскільки забій будь-яких тварин буде кривавим. Я сподіваюся, що люди зможуть об'єктивно оцінювати фестиваль». Люди на півдні Китаю захищають право вживання м'яса, оскільки це спосіб відсвяткувати літнє сонцестояння. Будь-які заклики любителів тварин бойкотувати чи скасовувати фестиваль викликали зворотну реакцію. Мешканці стали на захист місцевих традиції та звинуватили самих зооактивістів у порушенні громадського порядку.